# East Greenwich (Rhode Island)
East Greenwich település az Amerikai Egyesült Államok Rhode Island államában, Kent megyében, melynek megyeszékhelye is. Lakosainak száma 14 312 fő (2020. április 1.).

## Népesség
A település népességének változása:

| 2010 | 13 146 |
| 2020 | 14 312 |